# Megyehíd
Megyehíd là một thị trấn thuộc hạt Vas, Hungary. Thị trấn này có diện tích 6,04 km², dân số năm 2010 là 339 người, mật độ 56 người/km².